# Théorème de Viviani

Figure du théorème de Viviani.

Le théorème de Viviani est un théorème de géométrie euclidienne portant sur le triangle équilatéral. Il porte le nom du mathématicien italien Vincenzo Viviani qui l'a publié en 1649.

## Énoncé
Théorème de Viviani — Dans un triangle équilatéral, la somme des distances d'un point intérieur au triangle aux trois côtés est égale à la hauteur du triangle.

## Démonstration
Soient {\displaystyle (\mathrm {ABC} )} un triangle équilatéral de côté a et P un point intérieur à ce triangle. On note h la longueur commune des hauteurs du triangle, et l, m et n les distances de P aux côtés du triangle, respectivement [AB], [AC] et [BC].
On note {\displaystyle {\mathcal {A}}(\mathrm {ABC} )} l'aire du triangle {\displaystyle (\mathrm {ABC} )}. Par construction :
{\displaystyle {\mathcal {A}}(\mathrm {ABC} )={\mathcal {A}}(\mathrm {ABP} )+{\mathcal {A}}(\mathrm {ACP} )+{\mathcal {A}}(\mathrm {BCP} )},
c'est-à-dire :
{\displaystyle {\frac {ah}{2}}={\frac {al}{2}}+{\frac {am}{2}}+{\frac {an}{2}}}
donc
{\displaystyle l+m+n=h}.

## Réciproque

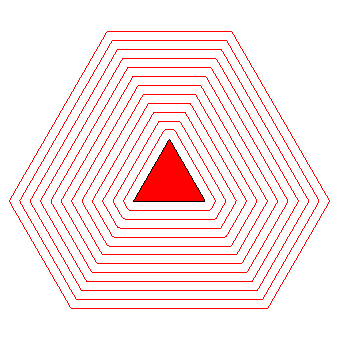
Courbes de niveau de la fonction "somme des distances aux côtés" d'un triangle équilatéral. Conformément au théorème de Viviani, la "courbe" de niveau "hauteur du triangle" est égale au triangle plein.

Si la somme des distances aux côtés d'un point intérieur à un triangle est constante, alors ce triangle est équilatéral .
Plus précisément, pour un triangle non isocèle la somme des distances aux côtés possède un minimum strict au sommet dont est issu la plus petite hauteur (donc dont le côté opposé est le plus grand).
Pour un triangle isocèle dont l'angle au sommet est strictement supérieur à 60°, le minimum est atteint au sommet, et pour un triangle isocèle dont l'angle au sommet est strictement inférieur à 60°, le minimum est atteint en tout point de la base.

## Généralisations

Dans cet heptagone régulier, la somme des hauteurs PI + PJ + PK + PL + PM + PN + PO est indépendante de la position de P.

### Polygones réguliers
Dans son édition du cinquième livre des Coniques d'Apollonius, Viviani démontre un résultat plus général :
Généralisation — Dans un polygone régulier convexe, la somme des distances d'un point intérieur au polygone aux côtés du polygone est indépendante de la position du point.
Cette propriété utilise le même argument que précédemment. Si P est à l'intérieur du polygone A1...An, les segments PA1, ...PAn découpent le polygone en n triangles de bases A1A2, A2A3, ..., AnA1. L'aire du polygone est alors égale à la somme des aires de chaque triangle. Les triangles ayant des bases de même taille (la taille d'un côté), la somme des aires est égale au produit de la somme des hauteurs par un demi-côté. L'aire du polygone et la longueur d'un demi côté étant indépendants de P, la somme des hauteurs est aussi indépendante de P. On peut évaluer alors cette somme à n fois l'apothème (la distance séparant le centre du polygone d'un côté).
Viviani démontre en outre que si le point P est extérieur au polygone, la somme des distances de P aux côtés du polygone est toujours strictement supérieure à la somme précédente. En effet, dans ce cas, les triangles de bases A1A2, A2A3, ..., AnA1 et de sommet P recouvrent le polygone par excès, la somme de leurs aires est strictement supérieure à celle du polygone et la somme des hauteurs est strictement supérieure à n fois la distance entre le centre et un côté.

### Autres polygones convexes
La généralisation ci-dessus s'étend même aux polygones convexes équiangles (comme les rectangles) ainsi qu'à ceux qui sont équilatéraux (comme les losanges) ou dont les côtés sont en nombre pair et parallèles par paires de côtés opposés (comme les parallélogrammes).
Une condition nécessaire et suffisante pour qu'un polygone convexe possède la propriété de constance de la somme des distances aux côtés est que cette propriété soit vraie pour trois points non alignés internes au triangle.

### Polyèdres convexes
La somme des distances aux faces d'un point intérieur d'un polyèdre convexe est constante si le polyèdre a toutes ses faces de même aire (donc en particulier pour un polyèdre régulier), par un argument de volume similaire à celui des aires pour le cas plan.
Par exemple, tous les tétraèdres ayant des faces de même aire (i.e. équifaciaux) possèdent la propriété, et non seulement le tétraèdre régulier.
La somme est également constante pour les polyèdres dont les faces sont en nombre pair et parallèles par paires de faces opposées (comme les parallélépipèdes et les polyèdres d'Archimède, sauf les deux adoucis).